# 鈴木義治
鈴木 義治（すずき よしはる、1913年 - 2002年）は、日本のイラストレーター。神奈川県生まれ。
鉛筆と水彩絵の具を用いた柔和なタッチが特徴で、主に絵本や児童書の挿絵で活躍した。第18回小学館絵画賞、第11回絵本にっぽん大賞、第35回産経児童出版文化賞受賞。

## 作品
絵本
- 『家族』作：吉田とし 理論社 ISBN 9784652005422 [1]
- 『きょうのおはなしなあに 春』作：小川未明 ひかりのくに ISBN 9784564300042 [1]
- 『きょうのおはなしなあに 夏』作：神沢利子 ひかりのくに ISBN 9784564300059 [1]
- 『きょうのおはなしなあに 秋』作：小川未明 ひかりのくに ISBN 9784564300066 [1]
- 『雨のにおい星の声』作：赤座憲久 小峰書店 ISBN 9784338069052 [1]
- 『かえってきた小おに』作：しみずみちを 岩崎書店 ISBN 9784265905300 [1]
- 『カッパとあめだま』作：竹崎有斐 あかね書房 ISBN 9784251030214 [1]
- 『ゆきぐにのこじか』作：大石真 ひさかたチャイルド ISBN 9784893251756 [1]
- 『小さな小さなキツネ』作：長崎源之助 国土社 ISBN 9784337002029 [1]
- 『つりばしわたれ』作：長崎源之助 岩崎書店 ISBN 9784265907281 [1]
- 『一つの花』作：今西祐行 ポプラ社 ISBN 9784591005484 [1]
- 『ゆきのこうま』作：長崎源之助 岩崎書店 ISBN 9784265907229 [1]
- 『だれのぼうし』ひかりのくに『ひかりのくに』第22巻7号、1967年[2]

他